# Gadsden Peaks
Gadsden Peaks är en bergstopp i Antarktis. Den ligger i Östantarktis. Nya Zeeland gör anspråk på området. Toppen på Gadsden Peaks är 2 500 meter över havet, eller 114 meter över den omgivande terrängen. Bredden vid basen är 0,86 km.
Terrängen runt Gadsden Peaks är kuperad åt nordost, men åt sydväst är den platt.  Trakten är obefolkad. Det finns inga samhällen i närheten. 